# Reacción de Schotten-Baumann
La reacción de Schotten–Baumann es un método de síntesis de amidas a partir de aminas y cloruros de ácido:
Esta reacción es también es referida para la reacción entre un cloruro de ácido y un alcohol para formar un éster. La reacción fue descrita por primera vez en 1883 por farmacéuticos alemanes Carl Schotten y Eugen Baumann. Actualmente se emplea piridina como catalizador

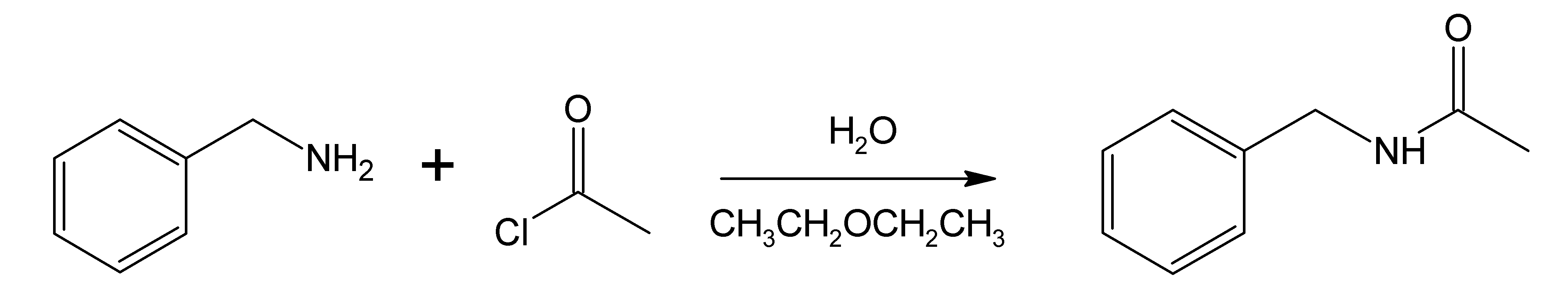
Un ejemplo de la reacción de Schotten-Baumann. La bencilamina reacciona con cloruro de acetilo bajo condiciones Schotten-Baumann para formar la N-bencilacetamida.

## Mecanismo de reacción
En el primer paso, el nitrógeno de la amina ataca al carbonilo del cloruro de acilo de modo que se forme un intermediario tetreédrico, en el cual se elimina el cloro como un anión cloruro. La adición de una base es requerida para abstraer el protón ácido, o la reacción no procederá. La presencia de una base impide que se forme el catión amonio de la amina, el cual es más ineficaz para reaccionar como nucleófilo.
El nombre "condiciones de Schotten–Baumann" es utilizado a menudo  para indicar el uso de un sistema de dos fases, constando de agua y un disolvente orgánico. La base dentro de la fase del agua neutraliza al ácido generado en la reacción, mientras los materiales de inicio y el producto quedan en la fase orgánica. Se puede utilizar diclorometano o dietil éter para este fin. En una modificación de este método, se emplea un catalizador básico, como la piridina, cuyo átomo de nitrógeno es el primero en atacar al carbonilo y se forma un 1-acilpiridinio, el cual es un poderoso acilante. La amina o el alcohol así pueden atacar el carbonilo del sustituyente acilo de manera más eficiente.

## Aplicaciones
La reacción de Schotten–Baumann tiene un uso diverso actualmente en química orgánica. Los ejemplos incluyen:
- Síntesis de N-vanillil nonanamida, también conocida como capsaicina sintética.
- Síntesis de benzamida a paritr de cloruro de benzoilo y una fenetilamina
- Acilación de una bencilamina con cloruro de acetilo (el anhídrido acético es una alternativa viable).

En la síntesis de péptidos de Fischer (Emil Fischer, 1903) un cloruro de α-cloroacilo está condensado con el éster de un aminoácido. El éster es entonces hidrolizado y el ácido convertido al cloruro de ácido que habilita la extensión de la cadena de péptido por otra unidad. En un paso final, el átomo de cloro se sustituye por un grupo amino y así se completa la síntesis de péptido. Al utilizar anhídridos de ácido en aminoácidos, puede proceder la reacción de Dakin-West. 